# Super Matutão de 2022
O Campeonato Super Matutão de 2022 é a segunda edição do torneiro potiguar de seleções amadoras de futebol, organizado pela Federação Norte-rio-grandense de Futebol (FNF) e conta com a participação de 26 equipes do interior do Rio Grande do Norte. A edição anterior foi realizada no ano de 2019 e contou com 24 equipes participantes. Nos anos de 2020 e 2021 não foram realizadas edições do torneiro devido aos cuidados com pandemia de COVID-19 no Brasil. A edição de 2022 possui a meta de retomar os confrontos esportivos entre os municípios potiguares, além de revelar novos jogadores com potencial para o futebol profissional.   
Participam do campeonato as Seleções Municipais representantes das Ligas Municipais e Prefeituras Municipais inscritas e regularizadas pela FNF. A Seleção campeã receberá o Troféu José Vasconcelos da Rocha. As partidas iniciaram no dia 16 de julho e foram transmitidas pelo canal da TV FNF do YouTube e seis partidas foram transmitidas pelo canal da Band RN no YouTube. A partida final, marcada para ocorrer na Arena das Dunas no mês de setembro, será transmitida na TV aberta pela Band RN. 

## Regulamento
O campeonato é distribuído em cinco fases: duas eliminatórias (Primeira Fase e Segunda Fase), Quartas de Final, Semifinal e Final. Todas as partidas serão realizadas com estádios indicados pela equipe mandante, com exceção da partida Final.  
A Primeira Fase conta com partidas no sistema de ida e volta em que as 26 Seleções se enfrentam entre si, sendo os vencedores automaticamente classificados para a fase seguinte.
A Segunda Fase da competição conta com a disputa, em partidas de ida e volta, entre 14 equipes, formada pelas 13 seleções vencedoras da etapa anterior e a equipe perdedora com a melhor classificação baseada nos resultados obtidos na 1ª Fase. 
A Terceira Fase (Quartas de final) ocorre com a disputa das 7 equipes vencedoras da etapa anterior e a equipe perdedora com a melhor classificação baseada nos resultados obtidos na 2ª Fase. As partidas ocorrem no sistema de ida e volta.
A Quarta Fase (Semifinais) acontece por meio do enfrentamento entre as 4 Seleções vencedores da 3ª Fase em partidas no sistema de ida e volta.
A Quinta Fase (Final) ocorre em partida única com mando de campo da FNF. Em caso de empate, o campeão é definido pela disputa de pênaltis.
Para definição dos vencedores de cada confronto, o critério de desempate é baseado no saldo de gols das duas partidas da etapa. Em caso de empate no saldo de gols, a disputa é decidida por cobrança de pênaltis.
Para efeito de classificação para a 2ª e 3ª Fase, em caso da equipe não ter sido automaticamente classificada por vencer o confronto, o critério de desempate é definido pela seguinte ordem: 1º maior número de vitórias; 2º maior número de gols marcados; 3º menor número de gols sofridos; 4º maior saldo de gols; 5º menor número de cartões vermelhos; 6º menor número de cartões amarelos; 7º sorteio.

## Seleções participantes
| Seleção                 | Estádio de mando                                       |
| ----------------------- | ------------------------------------------------------ |
| Apodi (Liga)            | Antônio Lopes Filho                                    |
| Apodi (Município)       | Antônio Lopes Filho                                    |
| Areia Branca            | Dr. Gentil Fernandes (Gentilzão)                       |
| Arez                    | Ferreirão                                              |
| Assú                    | Estádio Edgar Borges Montenegro (Edgarzão)             |
| Baraúna                 | Francisco Leandro de Medeiros (Medeirão)               |
| Ceará-Mirim             | Barretão                                               |
| Currais Novos           | Coronel José Bezerra                                   |
| Extremoz                | Zacarias José de Melo                                  |
| Jandaíra                | Pajezão                                                |
| Lagoa d'Anta            | José Abdon Pereira (Zezão)                             |
| Macaíba                 | Vila Olímpica                                          |
| Macau                   | Walter Bichão                                          |
| Mossoró                 | Manoel Leonardo Nogueira (Nogueirão)                   |
| Nísia Floresta          | Estádio Municipal de Nísia Floresta                    |
| Pedra Grande            | Dezoitão                                               |
| Porto do Mangue         | Manoel Leonardo Nogueira (Nogueirão)                   |
| Santa Cruz              | Iberezão                                               |
| São Gonçalo do Amarante | Estádio Maria Lamas Farache (Frasqueirão)              |
| São José de Mipibu      | Estádio do Arsenal                                     |
| São Miguel do Gostoso   | Teixeirão                                              |
| São Pedro               | Estádio Municipal Paulo César Cajueiro                 |
| São Tomé                | Estádio Municipal Rainel Pereira                       |
| Serra Caiada            | Estádio Municipal Fausto Ribeiro de Andrade (Ribeirão) |
| Serra do Mel            | Dr. Gentil Fernandes (Gentilzão)                       |
| Tibau do Sul            | Campo do Palmeiras FC                                  |

## Confrontos Primeira Fase
Em itálico, os times que possuem o mando de campo no confronto e em negrito os times classificados.
| Equipe 1                | Resultado final   | Equipe 2           | 1ª partida | 2ª partida |
| ----------------------- | ----------------- | ------------------ | ---------- | ---------- |
| Serra do Mel            | 1 x 4             | Apodi (Liga)       | 1 x 1      | 0 x 3      |
| Nísia Floresta          | 3 x 8             | Arez               | 1 x 4      | 2 x 4      |
| São Miguel              | 0 x 2             | Ceará-Mirim        | 0 x 1      | 0 x 1      |
| Tibau do Sul            | 5 x 1             | São José do Mipibu | 2 x 0      | 3 x 1      |
| Apodi (Município)       | 1 x 11            | Mossoró            | 0 x 5      | 1 x 6      |
| Assu                    | 6 x 0             | Macau              | 6 x 0      | -          |
| Areia Branca            | 4 x 4 (4 x 3 pen) | Baraúna            | 2 x 2      | 2 x 2      |
| Porto do Mangue         | 0 x 7             | Jandaíra           | 0 x 4      | 0 x 3      |
| São Pedro               | 1 x 2             | São Tomé           | 1 x 1      | 0 x 1      |
| São Gonçalo do Amarante | 1 x 3             | Extremoz           | 0 x 1      | 1 x 2      |
| Macaíba                 | 4 x 2             | Pedra Grande       | 4 x 2      | 0 x 0      |
| Lagoa d'Anta            | 4 X 4 (1 x 3 pen) | Santa Cruz         | 3 x 1      | 1 x 3      |
| Currais Novos           | 3 x 3 (4 x 5 pen) | Serra Caiada       | 1 x 2      | 2 x 1      |

## Confrontos Segunda Fase
Em itálico, os times que possuem o mando de campo no confronto e em negrito os times classificados.
| Equipe 1     | Resultado final   | Equipe 2     | 1ª partida | 2ª partida |
| ------------ | ----------------- | ------------ | ---------- | ---------- |
| Mossoró      | 10 x 1            | Apodi (Liga) | 2 x 0      | 8 x 1      |
| Tibau do Sul | 4 x 2             | Arez         | 3 x 0      | 1 x 2      |
| Jandaíra     | 2 x 1             | Ceará-Mirim  | 2 x 1      | 0 x 0      |
| Macau        | 4 x 0             | Areia Branca | 2 x 0      | 2 x 0      |
| São Tomé     | 5 x 0             | Serra Caiada | 2 x 0      | 3 x 0      |
| Extremoz     | 3 x 3 (4 x 3 pen) | Macaíba      | 0 x 2      | 3 x 1      |
| Santa Cruz   | 4 x 2             | Lagoa d'Anta | 2 x 2      | 2 x 0      |

## Confrontos Terceira Fase (Quartas de final)
Em itálico, os times que possuem o mando de campo no confronto e em negrito os times classificados.
| Equipe 1     | Resultado final | Equipe 2   | 1ª partida | 2ª partida |
| ------------ | --------------- | ---------- | ---------- | ---------- |
| Mossoró      | 3 x 4           | Arez       | 2 x 2      | 1 x 2      |
| Tibau do Sul | 2 x 4           | São Tomé   | 0 x 3      | 2 x 1      |
| Jandaíra     | 1 x 1           | Macau      | 1 x 1      | [ nota 4 ] |
| Extremoz     | 4 x 1           | Santa Cruz | 2 x 1      | 2 x 0      |

## Confrontos Quarta Fase (Semifinal)
Em itálico, os times que possuem o mando de campo no confronto e em negrito os times classificados.
| Equipe 1 | Resultado final | Equipe 2 | 1ª partida | 2ª partida |
| -------- | --------------- | -------- | ---------- | ---------- |
| Arez     | 3 x 1           | São Tomé | 2 x 1      | 1 x 0      |
| Jandaíra | 0 x 6           | Extremoz | 0 x 1      | 0 x 5      |

## Confronto Final
As seleções finalistas do Super Matutão 2022 serão a Seleção de Arez e a de Extremoz. A seleção vencedora será premiada com três motos e a vice-campeão receberá uma moto como premiação. A transmissão foi realizada pelo canal do YouTube da Band RN.
| Data          | Local           | Equipe 1 | Resultado         | Equipe 2 |
| ------------- | --------------- | -------- | ----------------- | -------- |
| 05 de outubro | Arena das Dunas | Arez     | 0 x 0 (3 x 4 pen) | Extremoz |

O confronto final terminou empatado sem gols, mas a Seleção de Extremoz venceu por 4 a 3 durante disputa de pênaltis e levou o Troféu José Vasconcelos da Rocha, consagrando-se campeã do Super Matutão 2022.